# Aspicolpus borealis
Aspicolpus borealis är en stekelart som först beskrevs av Thomson 1892.  Aspicolpus borealis ingår i släktet Aspicolpus och familjen bracksteklar. Arten är reproducerande i Sverige. Utöver nominatformen finns också underarten A. b. sibiricus.